# Tory Lanez
Tory Lanez（本名Daystar Shemuel Shua Peterson，1992年7月27日—），是一名加拿大饒舌歌手、歌手、詞曲作家與音樂製作人，出生於加拿大安大略省布蘭普頓。他以混合R&B、嘻哈及陷阱音樂風格的作品而聞名。

## 音樂生涯
Tory Lanez於2009年開始音樂事業，發行多張混音帶。2015年，他簽約Interscope唱片公司，並在2016年發行首張錄音室專輯《I Told You》，其中單曲〈Say It〉及〈Luv〉皆進入美國告示牌百強單曲榜前20名。隨後他陸續推出《Memories Don't Die》（2018）、《Love Me Now?》（2018）、《Chixtape 5》（2019）等專輯。
他的專輯《Daystar》（2020）針對與美國女歌手Megan Thee Stallion之間的爭議進行回應，此事對其事業及公眾形象造成重大影響。2022年，他因涉及該事件被判有罪，並於2023年被判入獄10年。

## 音樂作品

### 錄音室專輯
- I Told You（2016）
- Memories Don't Die（2018）
- Love Me Now?（2018）
- Chixtape 5（2019）
- Daystar（2020)
- Alone at Prom（2021）

## 獎項與提名
Tory Lanez曾獲得多次Juno獎提名，並於2017年及2019年獲得最佳饒舌錄音獎。

## 爭議事件
2020年，Tory Lanez被指控在一場爭執中開槍射傷女歌手Megan Thee Stallion的腳。2022年12月，他被裁定三項重罪成立。2023年8月，他被判處10年有期徒刑。